# Sibine sabis
Sibine sabis är en fjärilsart som beskrevs av Dyar 1937. Sibine sabis ingår i släktet Sibine och familjen snigelspinnare. Inga underarter finns listade i Catalogue of Life.